# Peças de Carlos Magno
As peças de Carlos Magno são um conjunto de peças de xadrez em marfim confeccionadas na região de Salerno, sul da Itália, por volta do século XI. Apesar do imperador Carlos Magno não ter conhecido o jogo, esta homenagem é fruto da localização do conjunto de peças que foi encontrada no século XIII na Basílica de Saint-Denis. A Dama é uma figura enclausurada num pavilhão com pequenas cortesãs ao lado. Existem duas peças deste tipo, do qual ambas utilizam coroas como sinal de sua autoridade, e uma carrega um globo em uma de suas mãos enquanto a outra tem uma das mãos sobre um cinto afivelado. Acredita-se que estas peças eram elementos decorativos, não sendo utilizadas para a prática do xadrez, devido ao seu tamanho de aproximadamente treze centímetros e massa de um quilo.

## Galeria de imagens

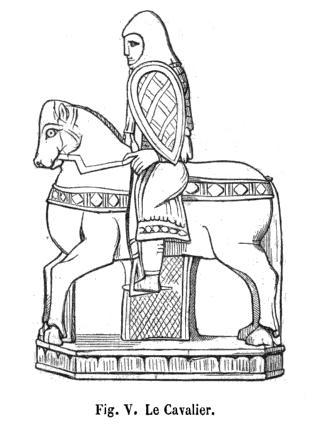
Cavalo.
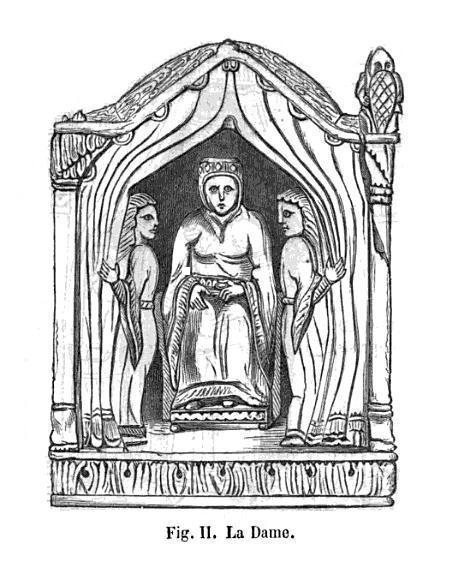
Dama.
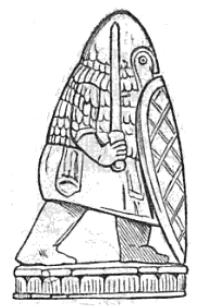
Peão.
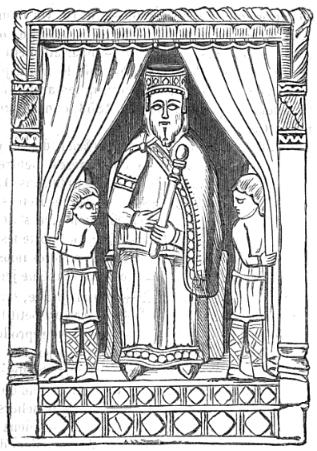
Rei.
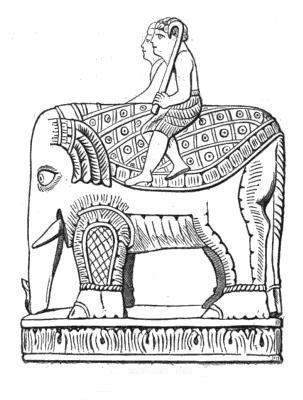
Elefante, antecessor do Bispo.
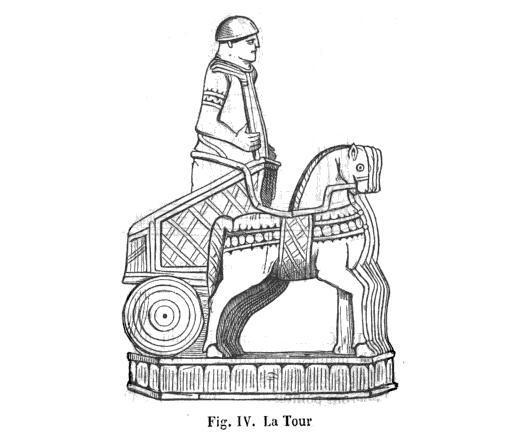
Torre, representada por uma Biga.